# Соловей Артем Вікторович
Артем Вікторович Соловей (біл. Арцём Віктаравіч Салавей, рос. Артём Викторович Соловей, нар. 1 листопада 1990, Селовщина, Берестейська область) — білоруський футболіст, півзахисник клубу «Торпедо» (Жодіно).
Насамперед відомий виступами за «Торпедо-БелАЗ», а також олімпійську збірну Білорусі.

## Клубна кар'єра
У дорослому футболі дебютував 2008 року виступами за «Динамо» (Мінськ), в якому провів два сезони, взявши участь у 14 матчах чемпіонату.
До складу клубу «Торпедо» (Жодіно) приєднався 2010 року. Наразі встиг відіграти за жодінських «автозаводців» 69 матчів в національному чемпіонаті.

## Виступи за збірні
З 2010 року залучався до складу молодіжної збірної Білорусі. Однак після конфлікту з наставником «молодіжки» Юрієм Шукановим Соловей не викликається на ігри цієї збірної. Всього на молодіжному рівні зіграв у 6 офіційних матчах.
Захищав кольори олімпійської збірної Білорусі на Олімпійських іграх 2012 року у Лондоні.